# Павликовский, Мечислав (актёр)
Мечислав Павликовский (пол. Mieczysław Pawlikowski, 9 января 1920, Житомир — 23 декабря 1978, Варшава) — польский актёр.

## Биография
Родился в Житомире, в 1922 году с родителями переехал в Луцк. 
В годы Второй мировой войны служил пилотом 300-й и 301-й дивизий Королевских ВВС, совершил 29 боевых вылетов. Дважды награждён Крестом Доблести. После аварийного приземления во Франции экипаж самолёта Halifax Mk II смог достичь Гибралтара. 
Свою актёрскую карьеру начал в Англии, также был лектором и диктором польских радиопередач радио Би-Би-Си. В 1943-1944 годах выступал в Передовой театральной авиационной труппе (Lotniczej Czołówce Teatralnej), организованной лейтенантом Леопольдом Сквертшынским. В мае 1945 года по собственной просьбе был демобилизован из рядов польских ВВС. 
В сентябре 1945 года вернулся в Польшу. Выступал в театрах города Кельце, но в основном в варшавских театрах: Классическом, Универсальном, Народным, Современном, Польском, Новым и Атенеум. В кино начал сниматься в 1950 году, первая роль — в фильме «Варшавская премьера» (Warszawska premiera) режиссера Яна Рыбковского. Последней ролью в кино стала роль в нашумевшей комедии «Украденная коллекция Яна Батория» (Skradziona kolekcja Jana Batorego) . Премьера фильма состоялась в 1979 году, уже после смерти актера. Популярность пришла после роли Яна Заглобы в фильме Пан Володыевский, а также работа ведущим радиопередачи pl:Podwieczorek przy mikrofonie.

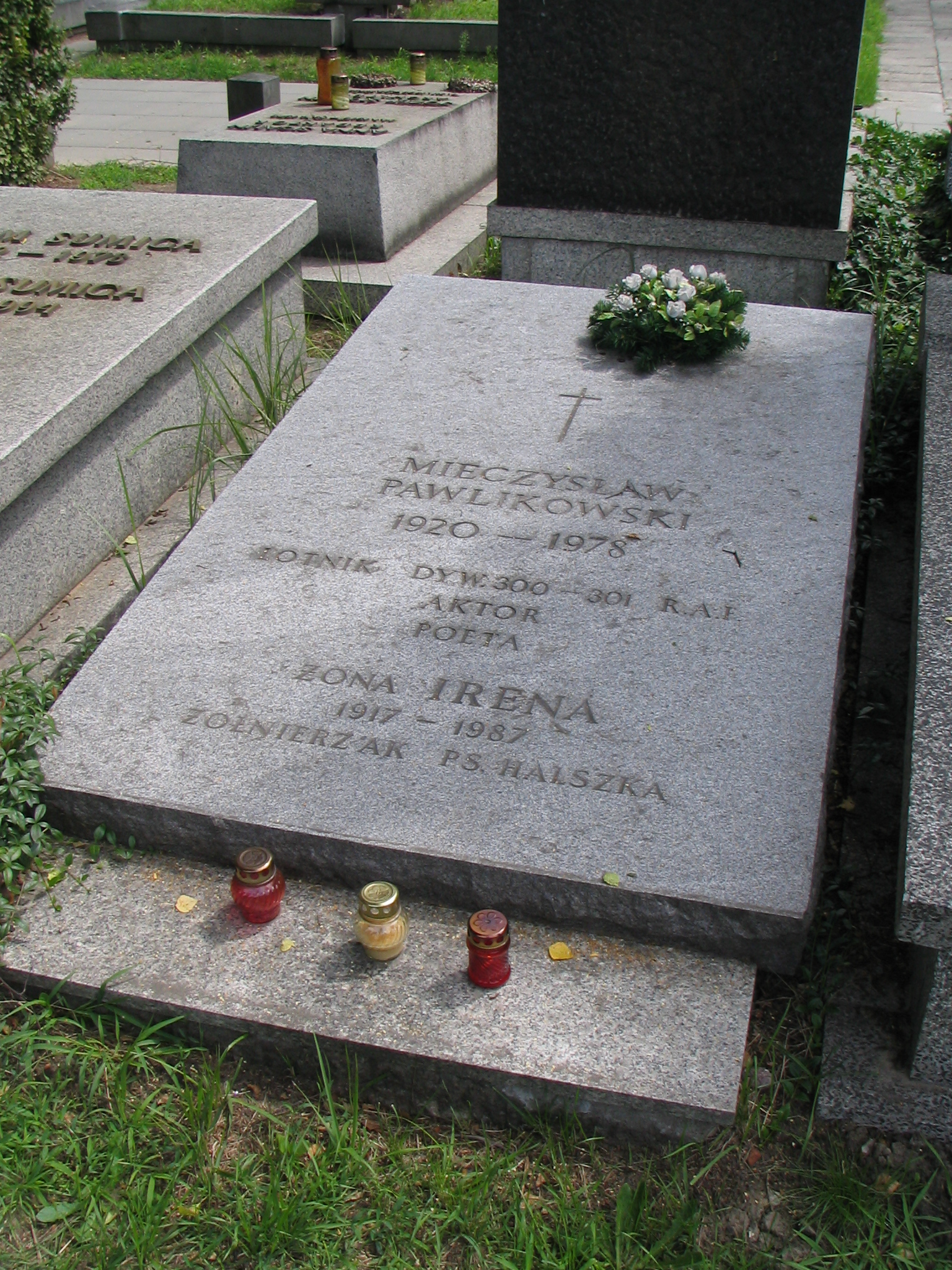
Надгробие Мечислава Павликовского и его жены Ирены

Скончался от инфаркта. Похоронен на воинском кладбище Повонзки. Написал книгу воспоминаний Siedmiu z Halifaxa J.

## Избранная фильмография
- Варшавская премьера / Warszawska premiera (1951)
- Община / Gromada (1951)
- Инспекция пана Анатоля / Inspekcja pana Anatola (1959) — Аполло Годоць
- Цена одного преступления (Современная история) / Historia współczesna (1960)
- Встреча в темноте / Spotkania w mroku (1960)
- Безмолвные следы / Milczące ślady (1961)
- Гангстеры и филантропы / Gangsterzy i filantropi (1962) — директор ресторана
- Барбара и Ян / Barbara i Jan (1964) — Гавликовский, ведущий редактор
- Клуб профессора Тутки / Klub profesora Tutki (1966-1968) — Нотариус
- Клуб шахматистов / Klub szachistów (1967) — председатель
- Пан Володыевский / Pan Wołodyjowski (1969) — пан Заглоба
- Приключения пана Михала / Przygody pana Michała (1969)
- Нюрнбергский эпилог / Epilog norymberski (1971) — Герман Геринг
- Пейзаж с героем / Pejzaż z bohaterem (1970)
- Кошачьи следы / Kocie ślady (1971)
- Не люблю понедельник / Nie lubię poniedziałku (1971) — повар на телевидении
- Роман и Магда / Roman i Magda (1978) — отец Романа
- Украденная коллекция / Skradzina kolekcja (1979) — Ян Ковальский, филателист

## Дублирование на польском
- Питер Пэн — Пэн Дарлинг (1953)
- Всё про Еву — Макс Фабиан (1950)

## Награды
- Крест Храбрых (дважды)
- Золотой Крест Заслуги